# コルンヴェストハイム
コルンヴェストハイム (ドイツ語: Kornwestheim, ドイツ語発音: [kɔrnˈvɛstha‿im]) は、ドイツ連邦共和国バーデン＝ヴュルテンベルク州シュトゥットガルト行政管区のルートヴィヒスブルク郡に属す小都市である。この街はルートヴィヒスブルクおよびビーティヒハイム＝ビシンゲンに次いでルートヴィヒスブルク郡で3番目大きな街であり、ルートヴィヒスブルクとともに中級中心を形成している。また、シュトゥットガルト地域（1992年まではミットレラー・ネッカー地域）およびシュトゥットガルト大都市圏に含まれる。コルンヴェストハイムは1956年から大規模郡都市となっている。

## 地理

### 位置
コルンヴェストハイムは、ネッカー盆地の南西部、シュトローガウ東端のランゲンフェルトに位置している。市域内をホルツバッハ川またはゲンスバッハ川が東のネッカー川に向かって流れている。コルンヴェストハイムは、シュトゥットガルトから約 10 km 北に位置している。

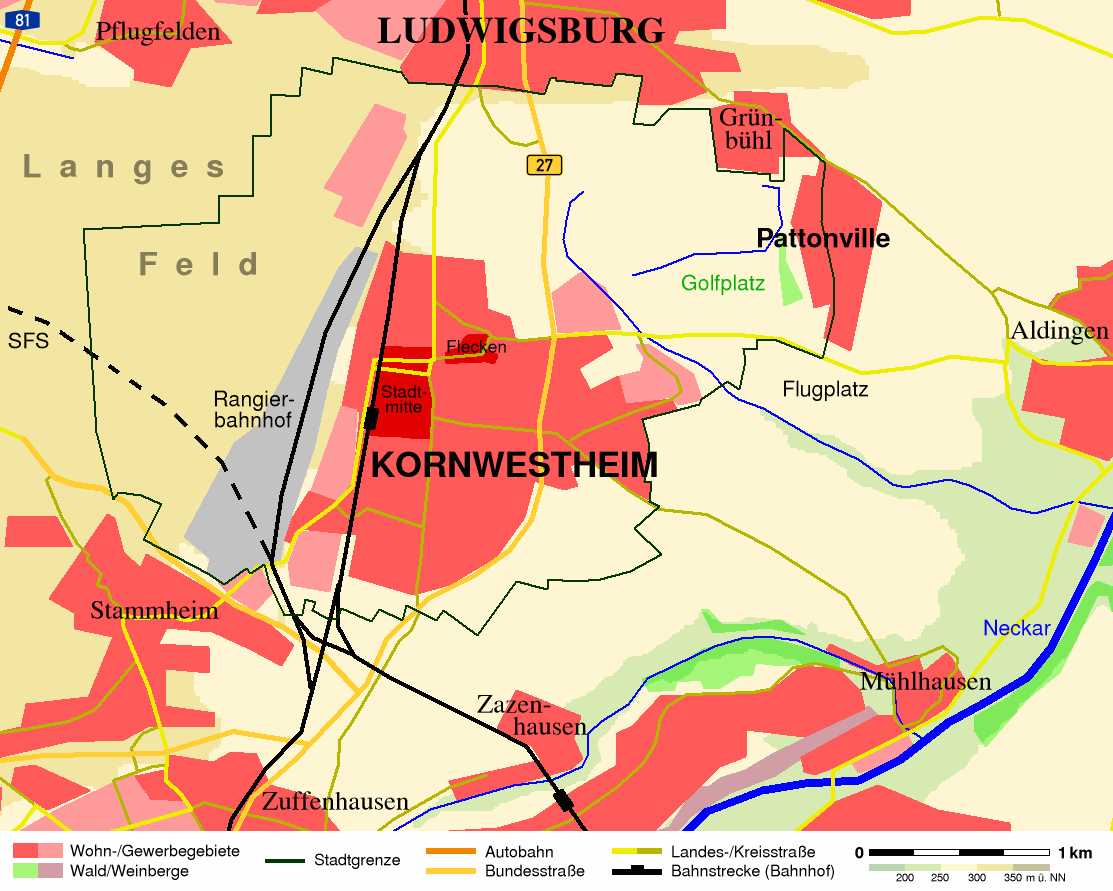
コルンヴェストハイム周辺地図

### 隣接する市町村
コルンヴェストハイムは、西はメークリンゲン、北はルートヴィヒスブルク、東はレムスエック・アム・ネッカー（以上いずれもルートヴィヒスブルク郡）、南はシュトゥットガルト市のシュタムハイム地区およびツッフェンハウゼン地区と境を接している。

### 市の構成
コルンヴェストハイム市は、中核市区とパットンヴィレ市区から構成されている。後者は1990年代初めにコルンヴェストハイム市の一部となった。この地区は元々、主にアルディンゲン（現在はレムスエック・アム・ネッカーの市区）に属していた。1954年ここにアメリカ軍が住宅地を建設した。1993年夏にアメリカ軍が撤退した後、新たに設立されたポットンヴィレ＝ゾネンベルク住宅地目的連合が連邦から買い上げ、コルンヴェストハイム市とレムスエック・アム・ネッカー市に分配した。これにより新たにパットンヴィレ市区が形成された。この地区では住宅の新築・改築が行われた。この地区の西側はコルンヴェストハイム市に、東側の大きな部分がレムスエック・アム・ネッカー市に属している。ポットンヴィレの南側はコルンヴェストハイム/ルートヴィヒスブルク飛行場と接している。
コルンヴェストハイム中核市区は時折、居住区や方位による地域名（コルンヴェストハイム南、ヴェストシュタット（西街区）、オストシュタット（東街区））によって区別されることがあるが、その境界は明確に決められていない。市の東部に新興住宅地や産業地が建設された。これらは1990年代までアメリカ軍が、特にルーデンドルフ兵舎やウィルキン兵舎として利用していた土地である。市の西部の、アウトレットストアがあるサラマンダー＝エリアは、旧製靴工場の一部である。この工場の別の一部は、産業地として利用されている。
コルンヴェストハイム市内には、離れ集落としてホーフシュテット、ビルグリンゲン、ハイエノルツ、リーバースハイム、ヴィヒンゲンがある。住宅地のラボリアーバウ、ゾリトゥーデアレー、タムボアーは1973年に廃止された。アム・ゾネンベルク住宅地は1993年にルートヴィヒスブルク市に移譲された。

### 土地利用
| 土地用途別面積     | 面積 (km2) | 占有率 |
| ------------------ | ---------- | ------ |
| 住宅地および空き地 | 2.04       | 13.9 % |
| 産業用地           | 1.59       | 10.8 % |
| レジャー用地       | 0.33       | 2.2 %  |
| 交通用地           | 2.92       | 19.9 % |
| 農業用地           | 5.50       | 37.6 % |
| 森林               | 0.03       | 0.2 %  |
| 水域               | 0.04       | 0.2 %  |
| その他の用地       | 2.2        | 15.0 % |
| 合計               | 14.65      |        |

州統計局の2018年現在のデータによる。

### 地域計画
コルンヴェストハイムは、隣の郡庁所在地ルートヴィヒスブルクとともに、シュトゥットガルトを上級中心とするシュトゥットガルト地域の中級中心をなしている。この中級中心の管轄地域には、ルートヴィヒスブルク郡の南部および東部の市町村が含まれる。具体的には、アファルターバッハ、アスペルク、ベニンゲン・アム・ネッカー、エルトマンハウゼン、フライベルク・アム・ネッカー、グロースボットヴァール、ヘンミンゲン、マールバッハ・アム・ネッカー、マルクグレーニンゲン、メークリンゲン、ムル、オーベルステンフェルト、プライデルスハイム、レムスエック・アム・ネッカー、シュヴィーバーディンゲン、シュタインハイム・アン・デア・ムルがこれにあたる。

## 歴史

### 集落の成立と発展
カンシュタットからのローマ街道がコルンヴェストハイム付近を通っていた。そのコースは、野道として部分的に遺っている。その一部は、コルンヴェストハイム東のテオドール＝ホイス実科学校近くに復元されている。市の西部、アウトバーンが通るコースも青銅器時代の古い街道である。
コルンヴェストハイムは、おそらく4世紀から5世紀にアレマン人の散村として成立した。最初の文献記述は、780年頃にロルシュ修道院のコデックス・ラウレスハメンシスの中に Westheim（ヴェストハイム）という記述がなされている。Kornwestheim という形での記述は1472年に初めて現れる。現在の表記が慣例化されるのは17世紀以降である。
元々は、現在では場所が判らなくなっている東の集落オストハイムと区別するために西の集落をヴェストハイムと呼んでいたと考えられる。コルンヴェストハイムは、何世紀もの間、周辺を肥沃な黄土の土壌に恵まれた裕福な農村であった。1303年にアスペルク伯はコルンヴェストハイムをヴュルテンベルク公に売却した。初めはアムト・カンシュタットに属したが、1719年からアムト・ルートヴィヒスブルク、1756年からオーバーアムト・ルートヴィヒスブルクに属した。1806年からは、1918年まで存続したヴュルテンベルク王国の一部であった。
1770年から1781年まで神学者でエンジニアのフィリップ・マテウス・ハーンがコルンヴェストハイムで働いた。彼は1771年に現存する牧師館を建設した（ヴィルヘルム・フリードリヒ・ゲッツにより建造された）。

### 19世紀半ばの都市への移行
1846年に王立ヴュルテンベルク邦有鉄道の駅が設けられたことで、交通の便が良いことから人口が19世紀終わり頃から大きく増加した。特に1896年の貨物線建設や1913年から1919年の操車場建設、これに伴う工場の創業により拍車がかかった。1885年からこの街で工房を開いていた靴職人ヤーコプ・ジグレは、1891年に商人のマックス・レーフィと共同で靴工場 J. Sigle & Cie. を設立した。後のサラマンダー AGである。1898年にアルベルト・シュトッツが機械工場 A. シュトッツを開設し、1939年にはクライドラー社が開業した。
1931年4月1日にコルンヴェストハイムは都市権を獲得した。コルンヴェストハイムは1934年にオーバーアムト・ルートヴィヒスブルクからルートヴィヒスブルク郡 (Kreis) へ、1938年に同郡 (Landkreis) の所属となった。1973年の郡域再編により現在のルートヴィヒスブルク郡が成立した。
防衛軍の軍備拡大に伴い、1934年から戦車部隊のためのヒンデンブルク兵舎およびルーデンドルフ兵舎が建設され、コルンヴェストハイムは1935年/1936年に軍事都市となった。第二次世界大戦では多くの犠牲を払った。連合国軍の空爆により、162人が死亡し、160棟の建物が破壊された。戦争でコルンヴェストハイム全体の 8 % が破壊された。前線では 478人のコルンヴェストハイム出身の兵士が死亡した。1945年4月21日、アメリカ軍がこの街を占領し、存在していた兵舎は1993年まで引き続き利用された。旧ヒンデンブルク兵舎は、ウィルキン兵舎と改名された。
コルンヴェストハイムはアメリカ管理地区の一部となり、1945年からは新設されたヴュルテンベルク＝バーデン州、1952年から現在のバーデン＝ヴュルテンベルク州に属した。
コルンヴェストハイムは1956年4月1日に大規模郡都市となった。シュトゥットガルトとルートヴィヒスブルクとの間に位置する立地から、1973年の地域再編で他の地区を合併することはなかった。このため市域はこれ以後、かなり密集した状況にある。1954年から1990年代初めまでアメリカ軍が利用していたコルンヴェストハイム東部のパットンヴィレ住宅地の分配部分だけがこの街の新しい市区となった。パットンヴィレ東部の大きな部分は隣市のレムスエック・アム・ネッカーに属す。

## 住民

### 宗教
コルンヴェストハイムは元々コンスタンツ司教区に属しており、カンシュタット参事会に組み込まれていた。ヴュルテンベルク全域がそうであったように、コルンヴェストハイムでも1534年から宗教改革が行われ、その結果何世紀もの間、プロテスタントが主流であった。当初コルンヴェストハイムはカンシュタット教会監督区および教会管区に属したが、後にヴュルテンベルク福音主義州教会のルートヴィヒスブルク教会監督区および教会管区に属した。元々1つであった教会組織（マルティンス教会、1516年建造）は、大きくなったために分割された。これによりヨハネス教会（1921年に救貧教会として建設された。現在のヨハネス教会で1955年建造の集会所を有している）、パウルス教会（1968年建造）、トーマス教会（1975年建造の集会所、エキュメニックに利用されている）が成立した。これらの教会は現在コルンヴェストハイム統合教会組織を形成している。マルティンス教会はパットンヴィレのプロテスタント信者（一部はレムスエック・アム・ネッカー市にも属している）も管轄している。パットンヴィレには2001年に献堂された福音主義聖霊教会があり、定期的に礼拝が行われている。
19世紀末にカトリック信者もコルンヴェストハイムに流入した。1920年にこの新しいコミュニティのために独自の教区、聖マルティヌス教区が設けられ、1958年に新しい教会が建設された。1975年に建設されたトーマス教会はカトリックにも利用されている。コルンヴェストハイム聖マルティヌス教区は現在、ロッテンブルク＝シュトゥットガルト司教区内で独自の司牧会を形成している。
この二大教会の他に、コルンヴェストハイムには福音主義メソジスト教会などの自由教会もある。さらに新使徒教会もコルンヴェストハイムにある。

### 人口推移

コルンヴェストハイムの人口推移

人口は、推定値、人口調査結果、統計官庁の公的研究値である。

## 行政

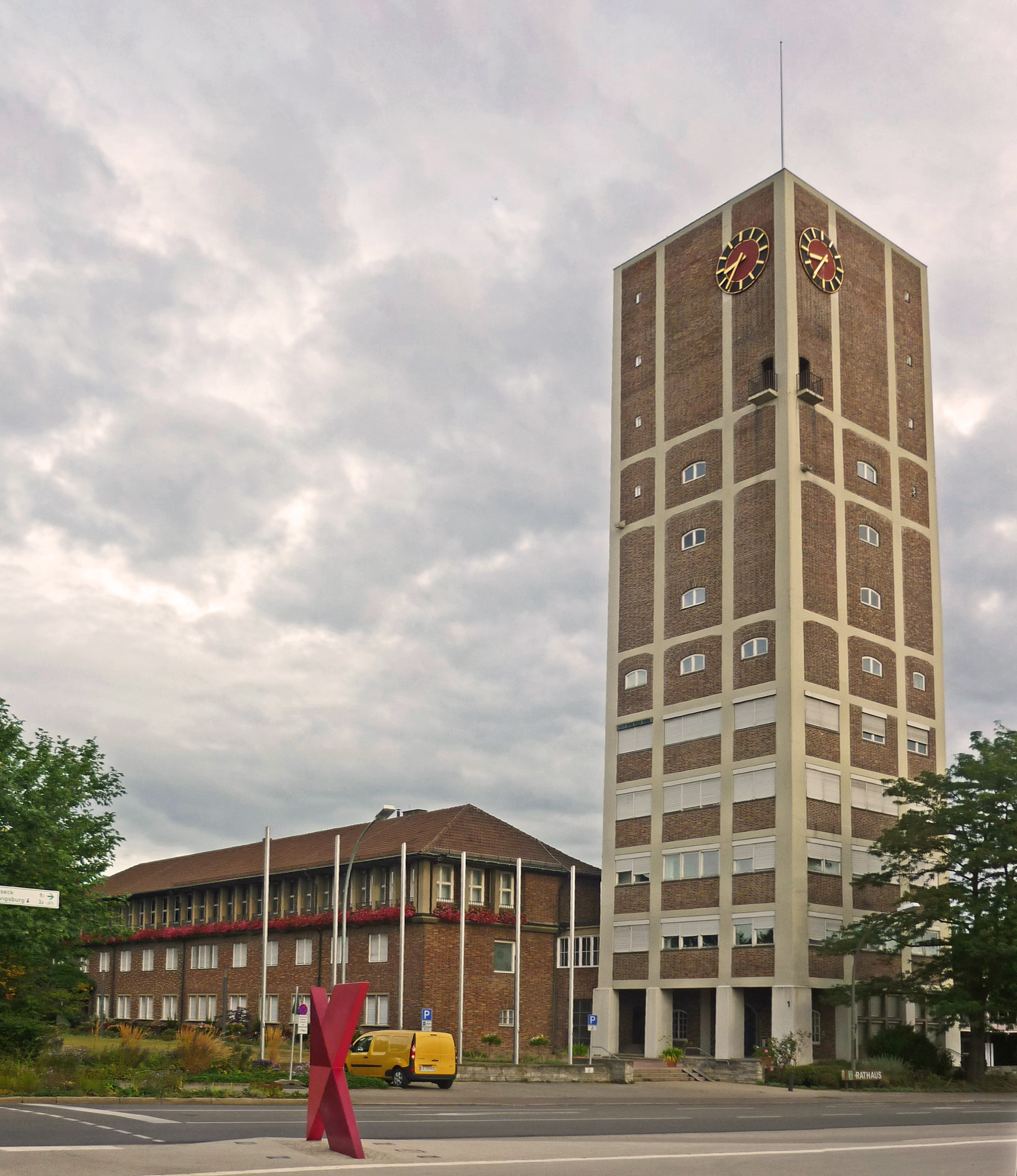
コルンヴェストハイム市庁舎

### 議会
コルンヴェストハイムの市議会議員は26議席である。市議会は選出された名誉職の議員と議長を務める上級市長からなる。上級市長は市議会において投票権を有している。

### 首長
コルンヴェストハイムの首長は、昔は Schultheiß、1930年から公式に「ビュルガーマイスター」（ドイツ語: Bürgermeister。市長、町長を指す一般的な語）と称し、1956年4月1日に大規模郡都市に昇格して以降は Oberbürgermeister（直訳: 上級市長）という名称である。首長は8年ごとに直接選挙で選出される。首長は市議会の議長を務める。首長は、代行者として2人の副市長を置いている。第1副市長の公的な名称は「エルスター・ビュルガーマイスター」、第2副市長のそれは「ビュルガーマイスター」である。
第二次世界大戦後の首長:
- 1945年: ゴットヒルフ・キュンツレ（委任）
- 1945年 - 1948年: フリードリヒ・ヴァルトマン（1945年 - 1946年は委任）
- 1948年 - 1954年: ナタナエル・シュルツ
- 1954年 - 1962年: アルフレート・ケルヒャー
- 1962年 - 1982年: ジークフリート・プフルークフェルダー
- 1982年 - 1999年: エルンスト・フィッシャー（1982年 - 1983年は職務代行者）
- 1999年 - 2007年: ウルリヒ・ロンメルファンガー
- 2007年 - : ウルズラ・ケック（2015年6月21日の選挙で再選された[5]）

### 紋章
図柄: 青地に束ねられた7本の金の穀物の穂
穀物 (ドイツ語: Korn) の穂は、市名にかけた「地口」の紋章で、早くも1695年の町の印章に見られる。紋章記述は1925年に確定した。同時に青 - 黄の市の旗も定められた。

### 姉妹都市
コルンヴェストハイムは、以下の都市と姉妹都市関係にある。
- ヴィルヌーヴ＝サン＝ジョルジュ（フランス、ヴァル＝ド＝マルヌ県）1960年[7]
- バラ・オブ・イーストリー（イギリス、ハンプシャー）1978年[8]
- ヴァイセンフェルス（ドイツ、ザクセン＝アンハルト州）1990年[9]
- キームルィ（ロシア、トヴェリ州）1991年[10]

## 経済と社会資本

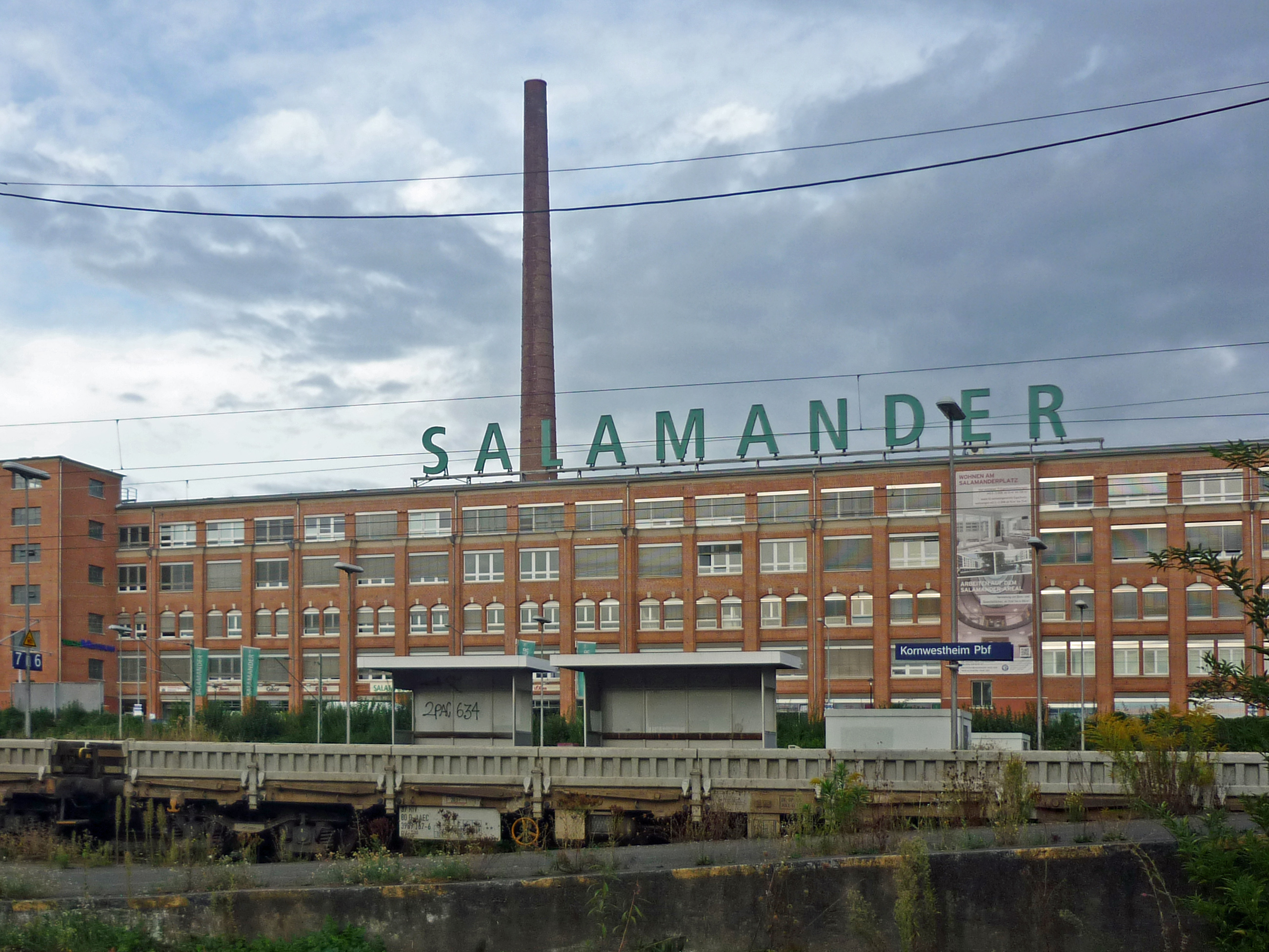
サラマンダー製靴工場

### 企業
コルンヴェストハイムの発展は、製靴工場およびサラマンダー・ブランドと分かちがたく結びついている。1885年、当時23歳の靴職人ヤーコプ・ジグレは、ヤーコプ通りに製靴工場を開設した。そのわずか6年後には、商人のマックス・レーフィと共同で機械式製靴工場 J. Sigle & Cie. を創業し、1930年からサラマンダー AG と称した。これによりこの町は工業化され、都市へと発展していった。
J. Sigle & Cie. は1905年に企業家ルドルフ・モースと共同で靴のブランド「サラマンダー」を創った。最盛期の1967年には、サラマンダーは世界中に約18,000人を雇用するまでになっていた。
1970年代初め、ドイツの靴産業の衰退に伴い、サラマンダーのさらなる発展は危機に直面した。サラマンダー AG は、製靴業、不動産業、工業、サービス業の複合コンツェルンに発展した。この会社は、2000年に EnBW AG に吸収された。2003年に製靴業部門が再び切り離された。同じ年にコルンヴェストハイムのサラマンダー工場は閉鎖された。
2009年から2010年への変わり目に、不動産プロジェクト企業サラマンダー＝アレアール・コルンヴェストハイム mbH は総面積約 9万 m2 の歴史的建造物群を入手した。この会社は、カッセルに本社を置く企業グループ、イモヴェイション AG の傘下にある。この建物の一部には、バーデン＝ヴュルテンベルク州の土地登記簿中央アーカイブが入居している。
同様にこの街の歴史に深く関与しているのが、アルベルト・シュトッツ（鋳鉄業）とクライドラー（オートバイ製造）である。現在では、それぞれの会社があった場所につけられた「クライドラーゲレンデ」（直訳: クライドラーの敷地）や「シュトッツゲビート」（直訳: シュトッツ地区）といった名称が、これらの記憶につながっている。シュトッツ通りの端にある、この鋳鉄業者が製造した「門」と泉が、シュトッツ社がこの敷地を使っていたことを示している。
A81号線および鉄道マンハイム - シュトゥットガルト線のコルンヴェストハイム操車場 (Rbf) および旅客駅 (PBF) に面した交通の便の良い立地によりコルンヴェストハイムは今日の経済構造を確立した。数多くの中小企業がコルンヴェストハイムにあり、全体で大きな経済的ポテンシャルを生み出している。
コルンヴェストハイムの小売業は、シュトゥットガルトとルートヴィヒスブルクという、シュトゥットガルトSバーンや自動車で15分以内に行くことができる大都市の求心力に大きく影響を受けている。アメリカ駐留軍の撤退や大規模なパットンヴィレ軍務者住宅の閉鎖は1990年代初めに重大な経済構造の凋落を意味していた。その後、大きな商工業用地と住宅地、緑地が設けられた。

### 交通

#### 道路
シュトッゥトガルトから来てハイルブロンへ向かう連邦道 B27号線が市内を通っている。高速自動車道として拡充されたこの道路は、コルンヴェストハイム市内に3つのインターチェンジを有している。最寄りのアウトバーンのインターチェンジは、A81号線のシュトゥットガルト＝ツッフェンハウゼンおよびルートヴィヒスブルク南インターチェンジである。

#### 鉄道およびバス

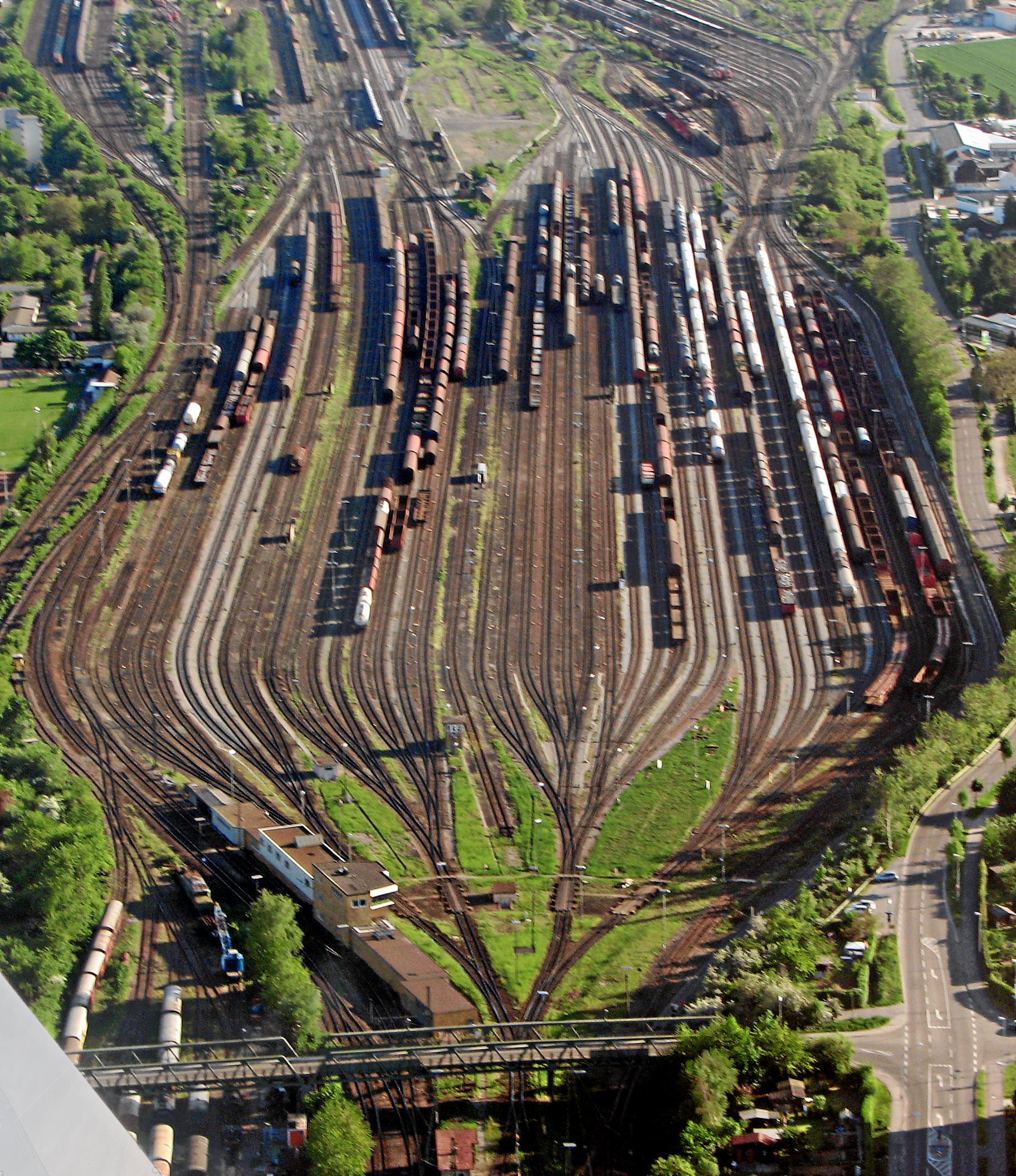
コルンヴェストハイム操車場

コルンヴェストハイムは、シュトゥットガルト交通連盟の S4号線（シュトゥットガルト - マールバッハ - バックナング）および S5号線（シュトゥットガルト - ビーティヒハイム）が主に発着する旅客駅を有している。平日の朝と午後に合計4便、ウンターテュルクハイム行きの、いわゆる「シュスターバーン」（直訳: 靴職人鉄道）が運行している（フランケン鉄道のシュトゥットガルト - ヴュルツブルク線が往来しているが、コルンヴェストハイムには停車しない）。多くのバス路線が公共近郊旅客交通を担っている。すべての路線は、シュトゥットガルト交通・運賃同盟 (VVS) 内の統一運賃で利用できる。駅前のシュタムハイマー通りには、主にフリックスバスが運行する長距離バスのシュトゥットガルト北/コルンヴェストハイム停留所がある。
コルンヴェストハイムの西端に操車場がある。ここでは1日あたり約1600両の車両が、新たな列車として編成される。これはバーデン＝ヴュルテンベルク州で2番目に大きな列車編成施設である。この操車場は、ドイツ鉄道の極めて重要で最新鋭の海上コンテナ積み替え駅に接続している。その敷地内に貨物交通センターを置く計画があり、そうした場合には鉄道輸送を利用する産業地が建設されることになる。
さらにドイツ鉄道は、コルンヴェストハイムから南フランスのナルボンヌまで、毎週カートレインを往復させていた。この他にヴェスターラントやザスニッツへのカートレインを週に何便も運行していた。しかし、コルンヴェストハイムからのカートレインは、2007/2008年の時刻表運用開始から廃止されている。

### メディア
コルンヴェストハイムでは、日刊紙として「シュトゥットガルター・ナハリヒテン」の別版である「コルンヴェストハイマー・ツァイトゥング」が刊行されている。

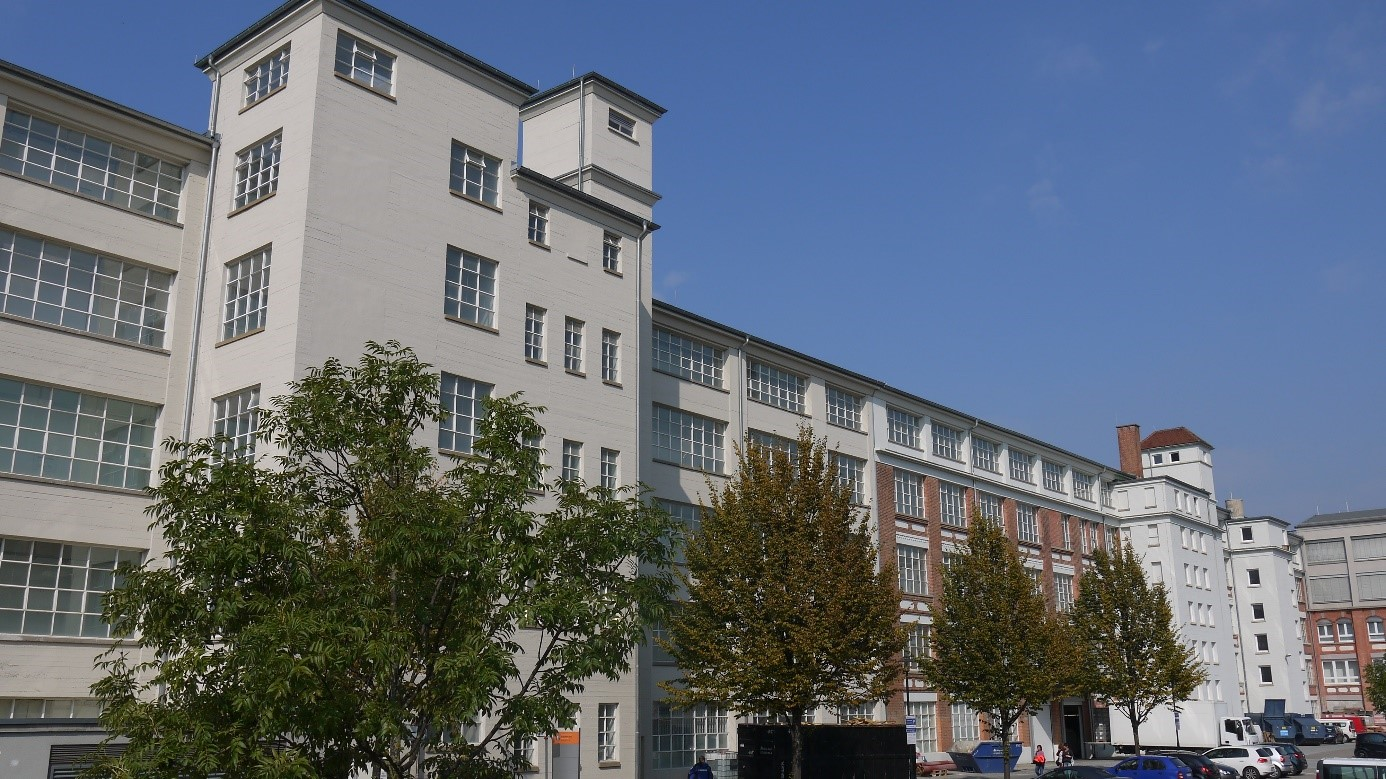
バーデン＝ヴュルテンベルク州土地登記簿中央アーカイブ

### 公共施設と役所
サラマンダー＝アレアールには、2012年3月21日からバーデン＝ヴュルテンベルク州土地登記簿中央アーカイブがある。2012年から2017年までの間に、バーデン＝ヴュルテンベルク州全土の土地登記役場からすべての書面の土地登記簿がここに集められた。

### 教育
コルンヴェストハイムにはギムナジウム 1校（エルンスト＝ジグレ＝ギムナジウム）、実科学校 1校（テオドール＝ホイス実科学校）、総合学校 1校（フィリップ＝マテウス＝ハーン総合学校）、養護学校 1校（オイゲン＝ボルツ＝シューレ）、基礎課程学校 3校（オイゲン＝ボルツ＝シューレ、シラーシューレ、ジッヒャーシューレ）がある。
ルートヴィヒブルク郡は、コルンヴェストハイムのパットンヴィレ市区にある商業学校エーリヒ＝バッヒャー＝シューレの運営母体である。

## 文化と見所

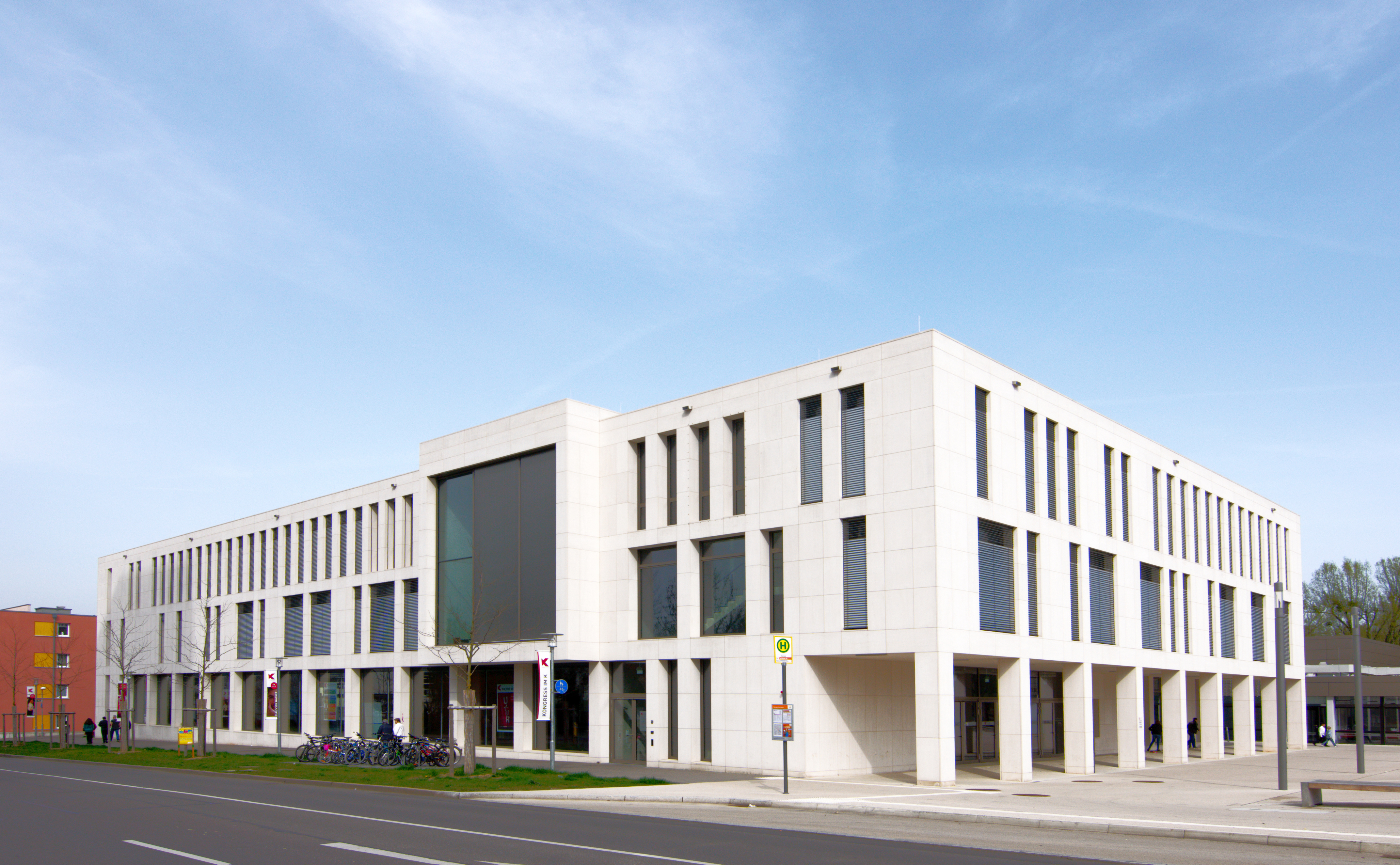
文化・会議センター「ダス・K」

### 演劇
1974年に開館した市立文化会館は、アスベスト問題のために2006年10月に取り壊された。この会館には 500席の客席があった。この会館は増改築を経た後、2013年9月末に文化・会議センター「ダス・K」として再オープンした。ここには新しい市立図書館も併設された。ダス・Kは2,000人までのイベントを開催することができる。中ホールと小ホールに分けることが可能な祝祭ホールの他に、分割可能なホワイエ、シアターホール、3階の分割可能なイベントスペースがある。
アルディンガー通りの旧アメリカ軍将校用カジノに2015年3月から劇場「クラインクンスト・イム・カジノ」がある。

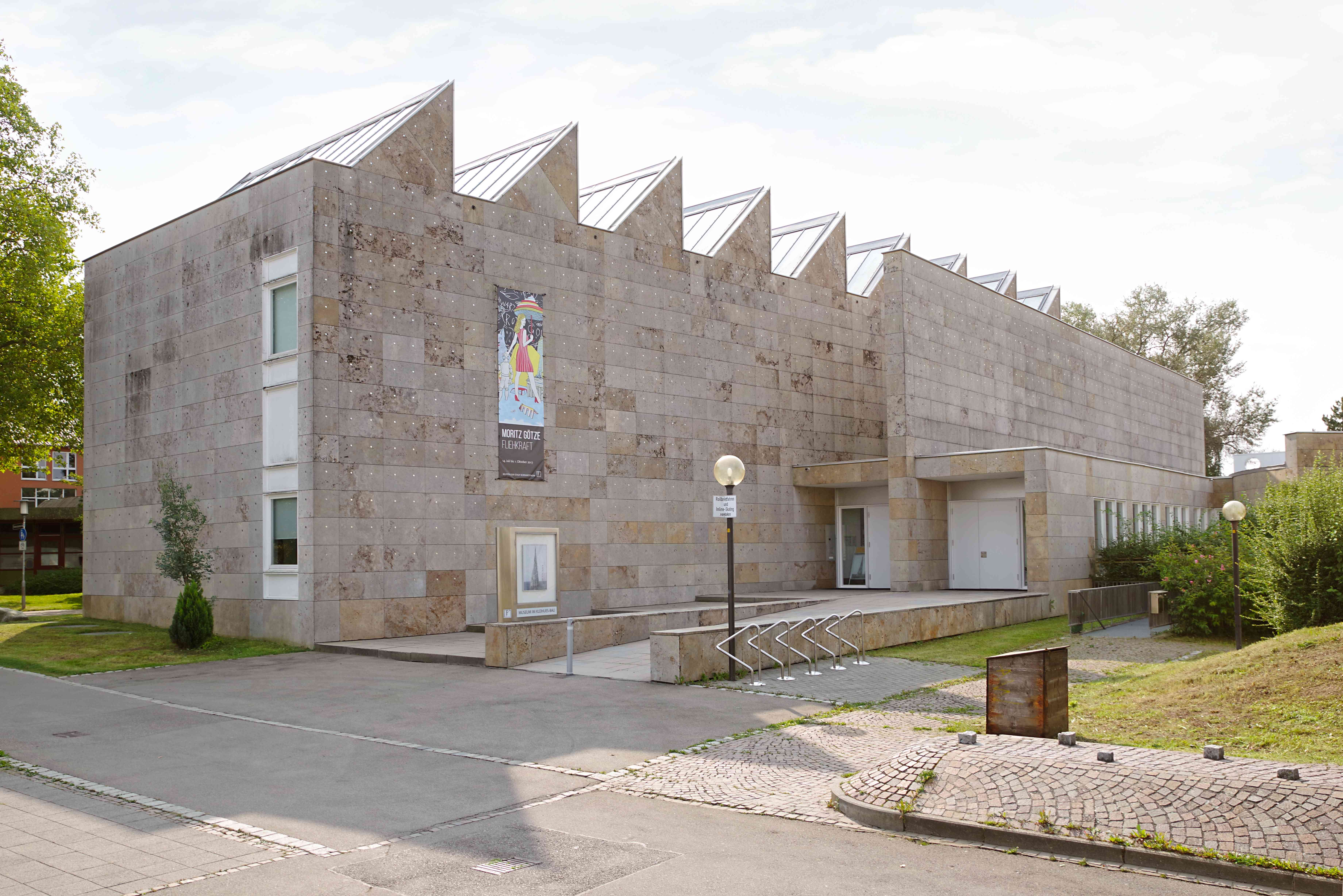
クライフース＝バウ美術館

### 博物館・美術館
- 1984年に設立された北ヴュルテンベルク学校博物館は、シラー通りの100年以上前の校舎の歴史的雰囲気の中で、宗教改革の時代から現代までのヴュルテンベルクの学校の発展に関する概要を見ることができる[13]。
- コルンヴェストハイム市の芸術コレクションを収蔵するクライフース＝バウ美術館は、有名な建築家ヨーゼフ・パウル・クライフースにより設計された。入れ替え展示のレパートリーは、クラシックモダンから写真芸術やコミックを経て現代芸術に至る。文化史展示も広い範囲で行われている[14]。
- 歴史および郷土愛護協会 e.V. はミュールホイザー通りで古代から現代に至るコルンヴェストハイムの歴史を展示している。
- フィリップ・マテウス・ハーン博物館は、2012年にフィリップ・マテウス・ハーン愛好会によって、プファル通り7番地の旧ハーン邸に設けられた。

### 記念碑
新墓地には、第二次世界大戦中に強制労働者としてサラマンダー AG に配置されて亡くなったソヴィエト連邦の26人の男女を追悼する記念プレートがある。このうち17人は、1944年10月と12月の空爆の犠牲者であり、2人はシュトゥットガルトのゲシュタポ司令部で処刑された。また新墓地には、第一次世界大戦戦没者の追悼碑もある。
2013年からコルンヴェストハイムでも芸術家グンター・デムニヒにより、国家社会主義による犠牲者のためのストルパーシュタイン（躓きの石）が設置されている。石はこれまで2回、計8個Liste der Stolpersteine in Kornwestheimが埋設された。

### 建造物

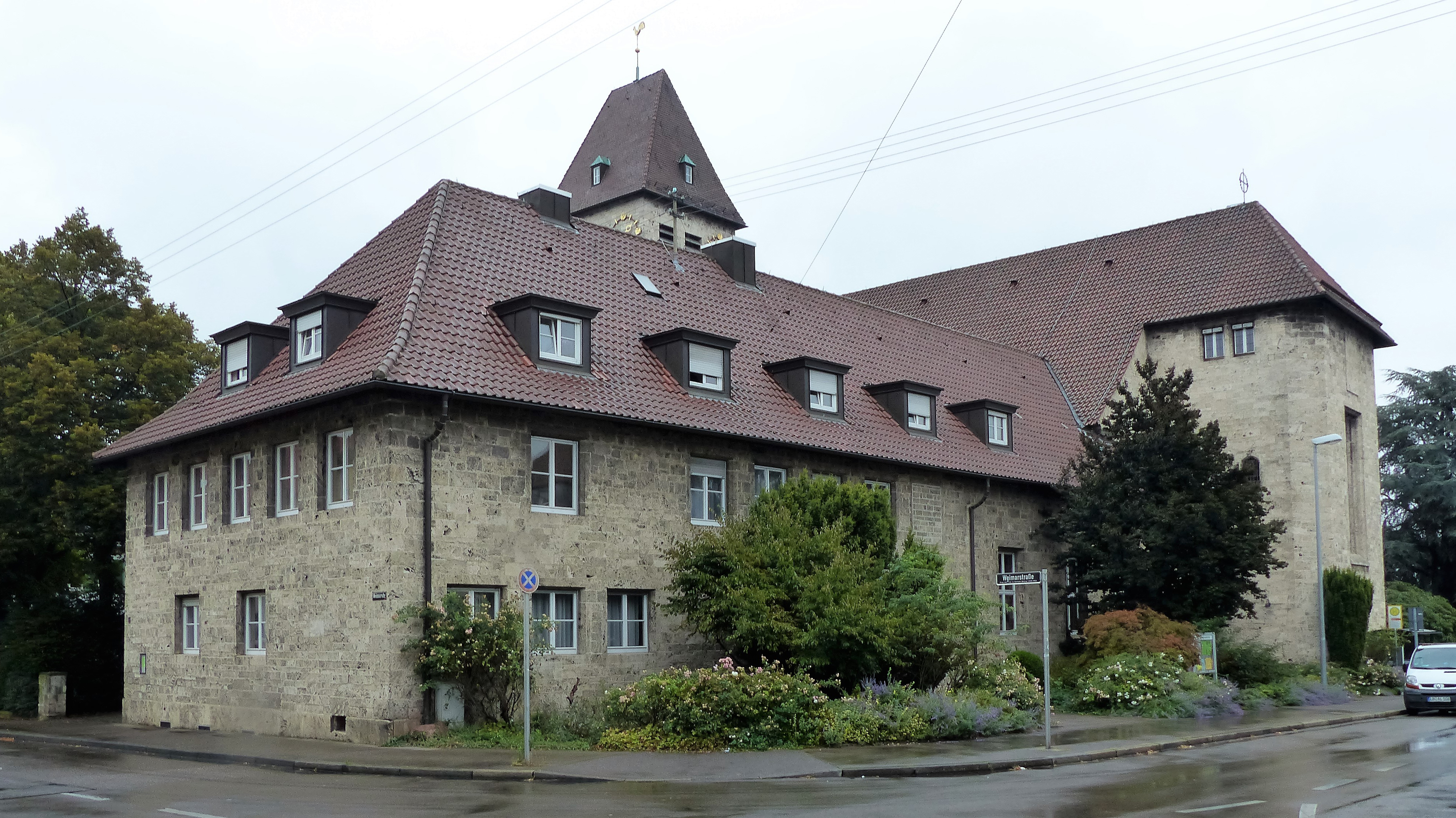
ヨハネス教会とその集会所

鉄道シュトゥットガルト - ルートヴィヒスブルク線、シュトゥットガルター通り、市庁舎の間にある現在の都市センターは1933年から1935年に建設された。コルンヴェストハイムの市庁舎の塔は、水道塔としても利用されているこの街の象徴的建造物である。現在の内市街には、20世紀の様式で建設されたカトリックの聖マルティヌス教会（1920年創建、現在建物はハンス・ヘルコンマーの設計により1958年に建設されたものである）や、ゲニンガー凝灰岩で造られた福音主義ヨハネス教会と集会所の建築アンサンブルがある。20世紀にはさらにメソジストのクリストゥス教会（1913/14年）や使徒派教団の礼拝堂（1929年）も建てられた。
コルンヴェストハイムで最も古い教会である福音主義マルティヌス教会は、7世紀にまで遡る先行教会があった場所に1516年から1524年にベーベンハウゼン修道院の依頼で建築家ハンス・フォン・ウルムが後期ゴシック様式で建設した。この建物は、現在の内市街北東部にあたる旧コルンヴェストハイム村の中心に位置しており、ヴィドゥムホーフやモイレスホーフといった古い木組み建築に囲まれている。教会の近くにある十分の一税倉庫は現在、ホールに改築されている。
街の西部の貨物駅近くに1914年に鉄道によって建設された水道塔も有名である。この水道塔には現在、夏の間営業する旅館が入っており、塔の内部を見学することができる。コルンヴェストハイムで最も高い建物がそのすぐ近くにある。ボーダフォンの鋼鉄製の通信塔である。そのすぐ裏に AVL ルートヴィヒスブルクのリサイクリングホーフがある。

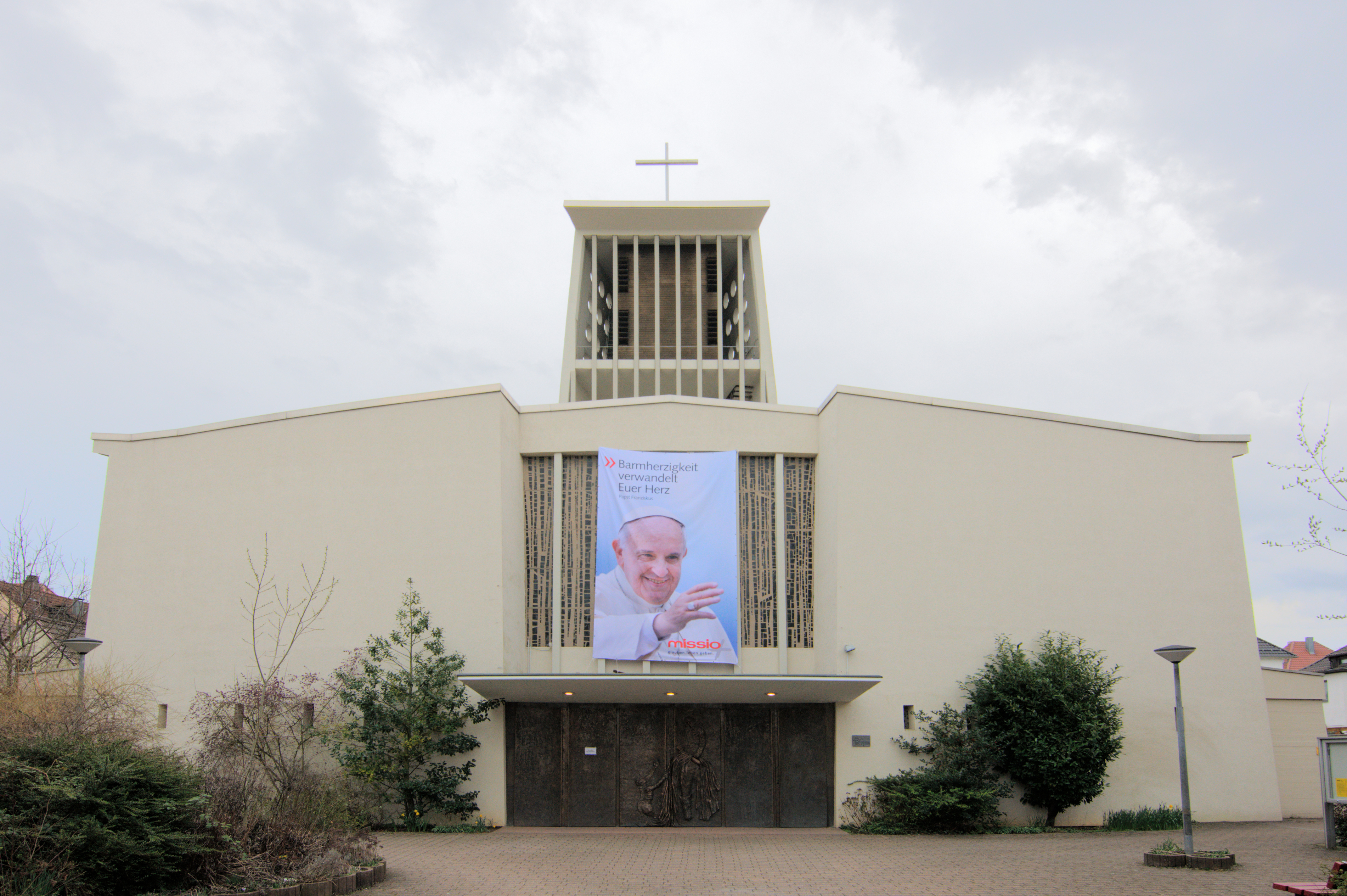
カトリックの聖マルティヌス教会
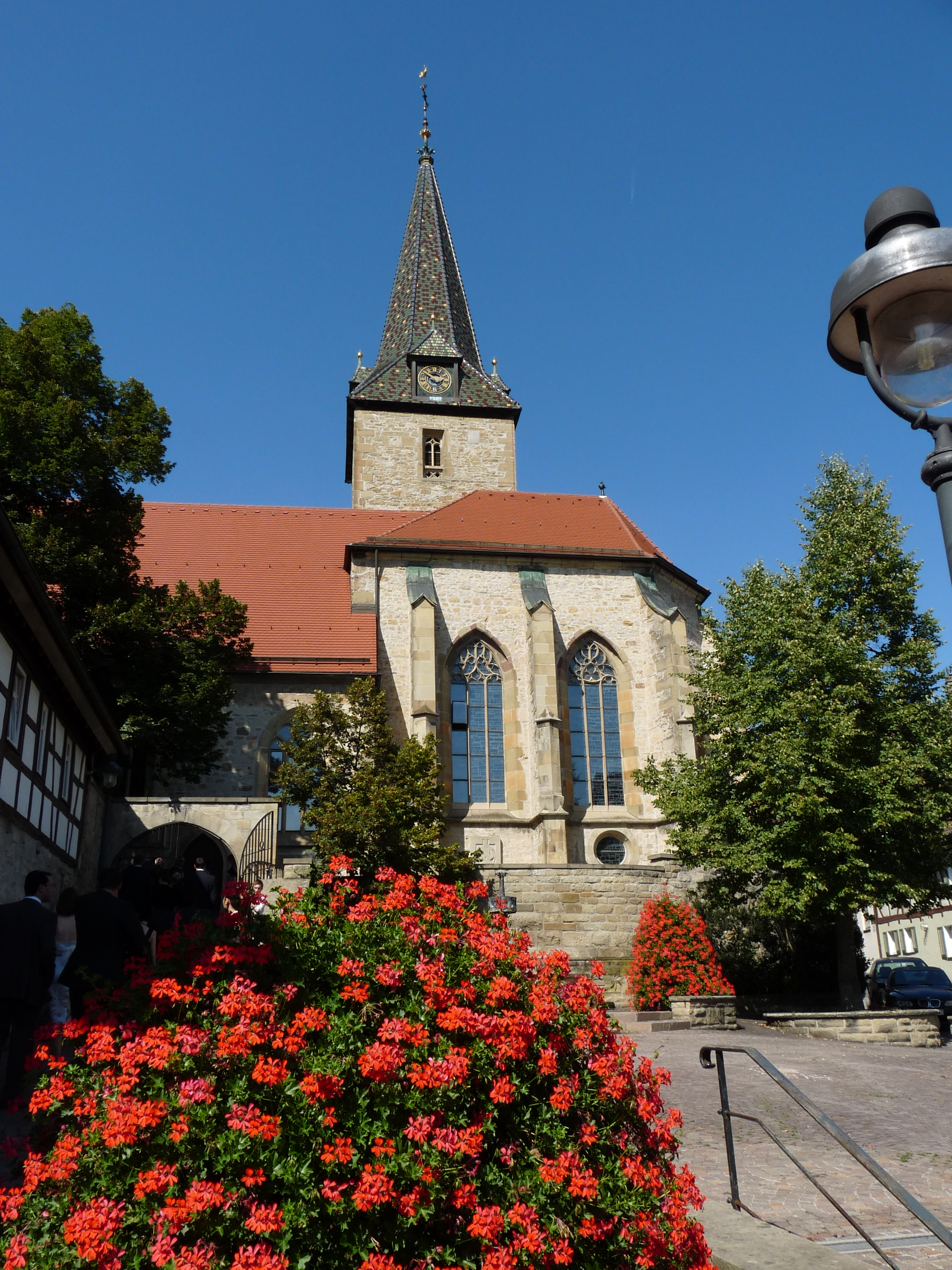
福音主義の聖マルティン教会
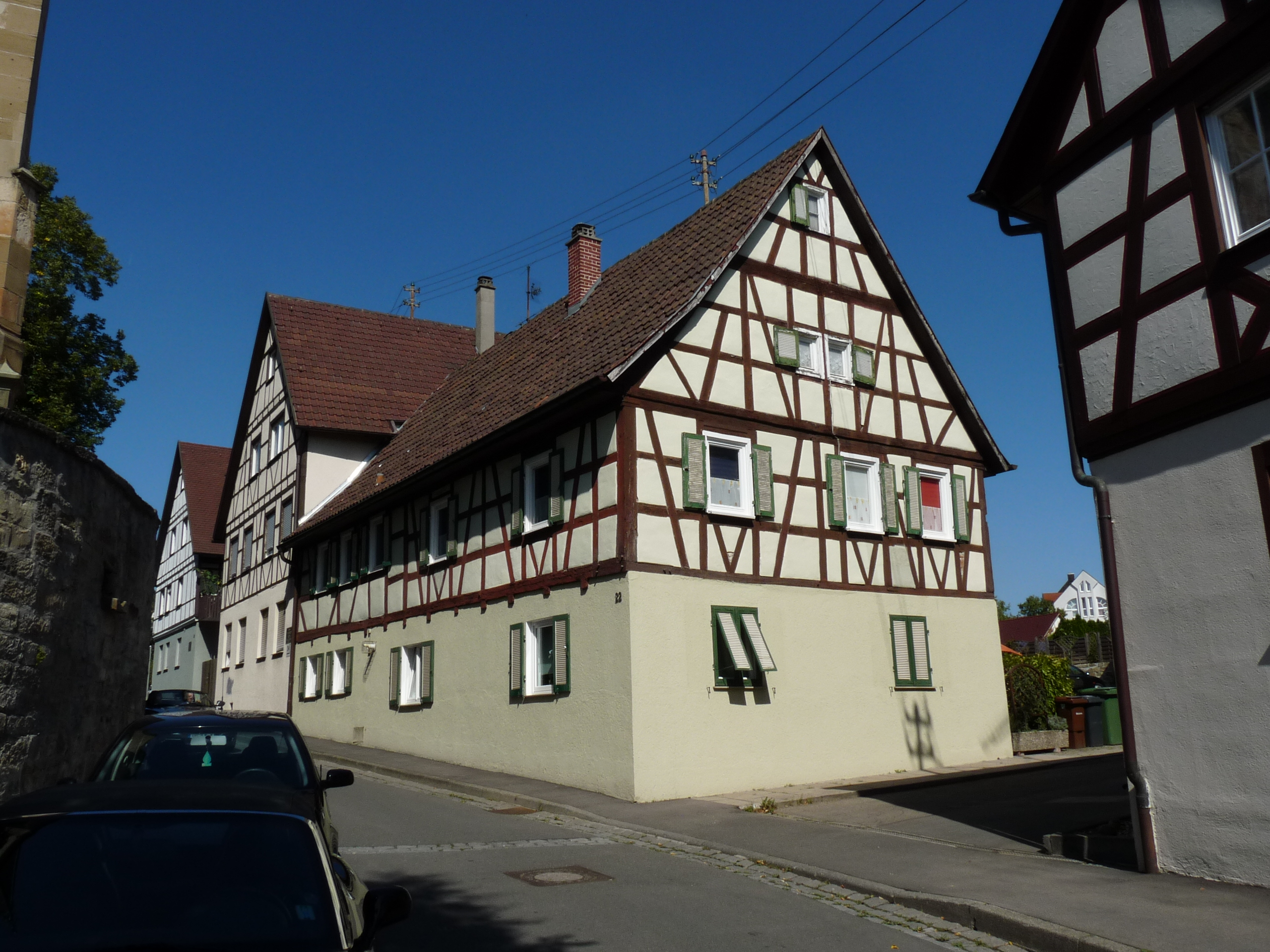
ヴィドゥムホーフ
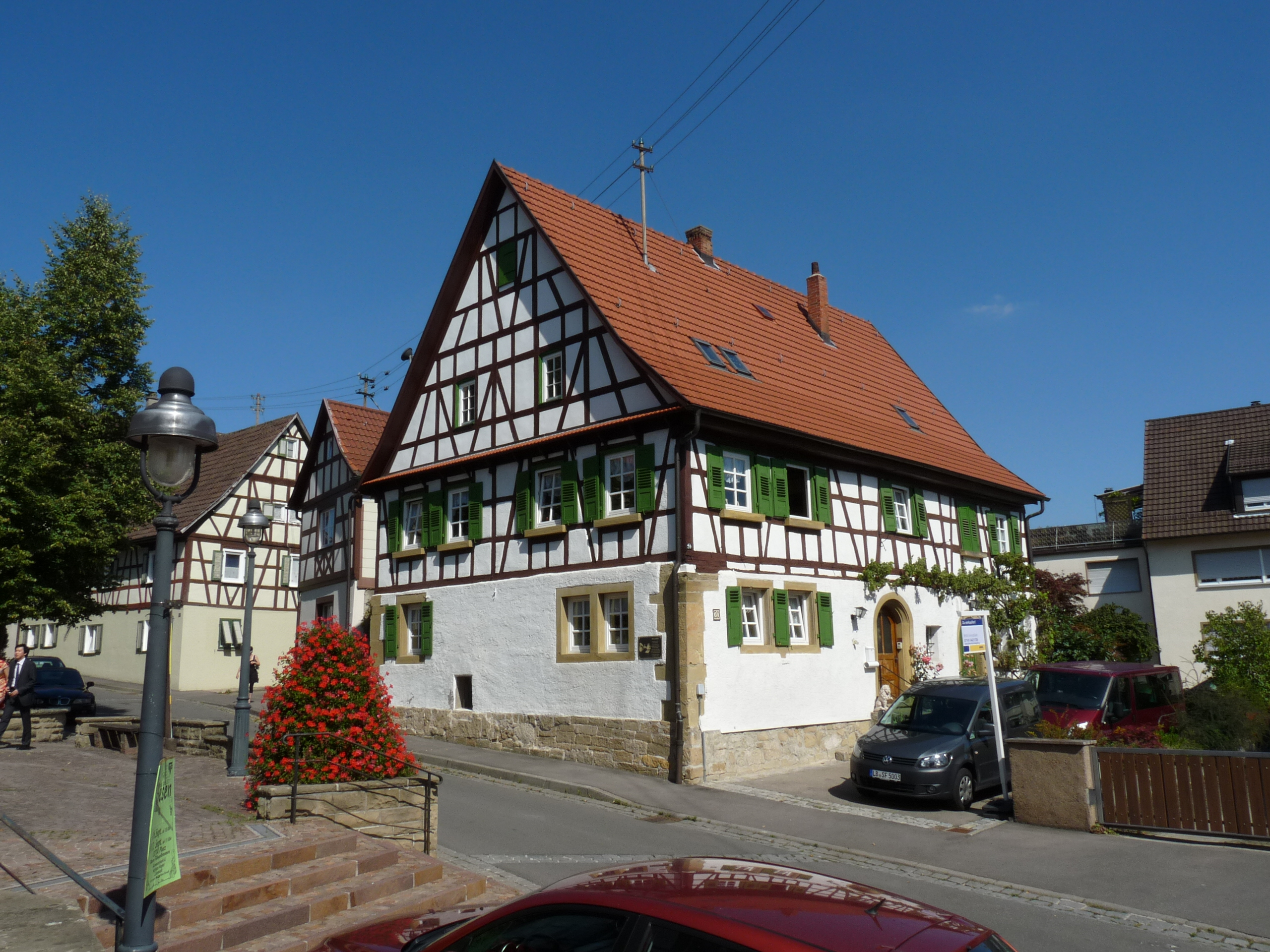
モイレスホーフ
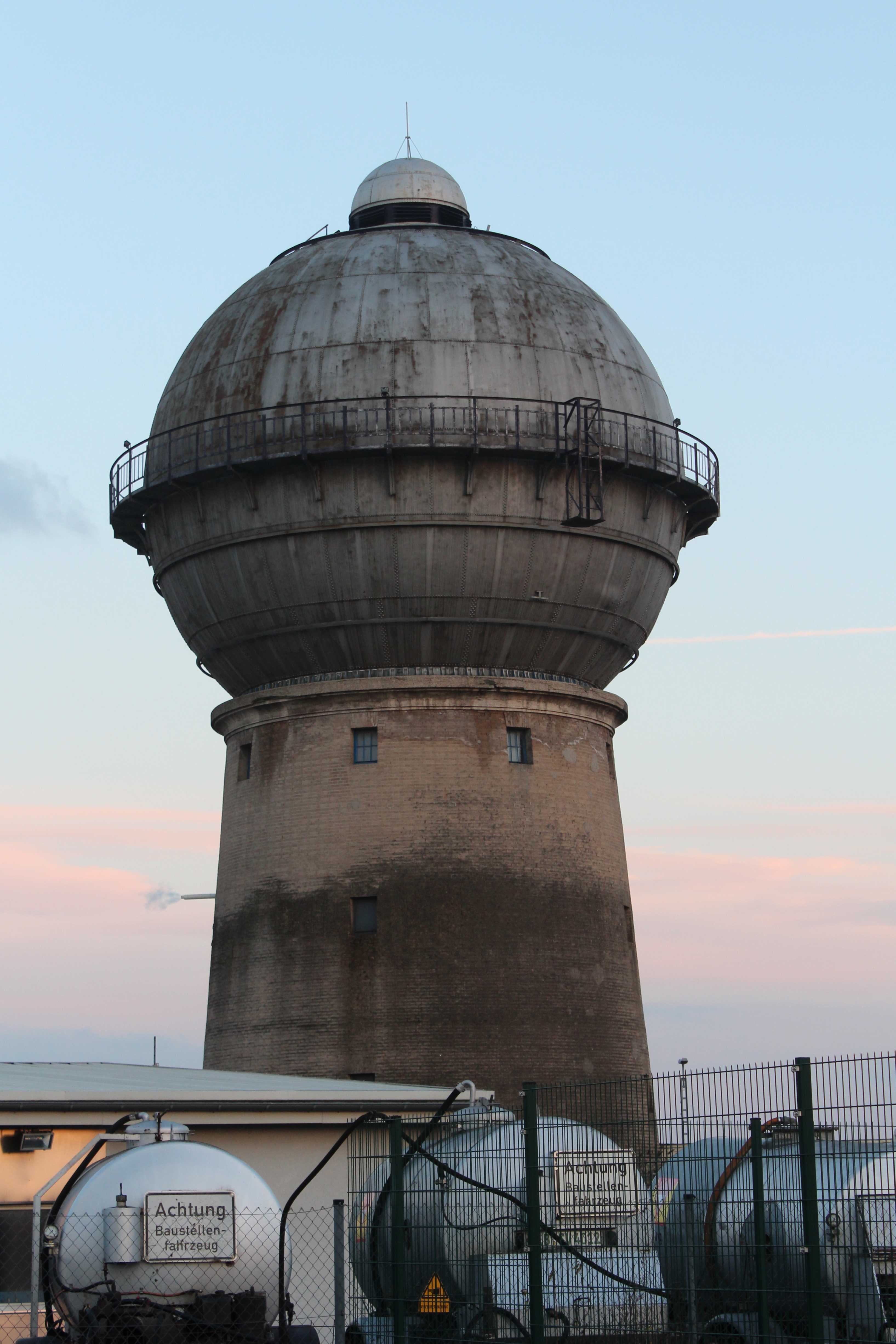
コルンヴェストハイムの水道塔

### その他の施設
コルンヴェストハイムには、バーデン＝ヴュルテンベルク州で唯一のドライブインシアターがある。
連邦道 B27号線沿いのアイススケートリンクは、2007年12月にホールの暫定的な増築部分から出火した火災により、テント屋根の大部分とホールの内部施設が酷い損傷を負ったため、閉鎖せざるを得なかった。2009年にこのスケートリンクは取り壊された。その跡地には、2016年夏以降新しいハネス＝ライバー＝ハレが建っている。
市の東端に造られた BMX-コースは、2007年に使用不可となった。

### 公園

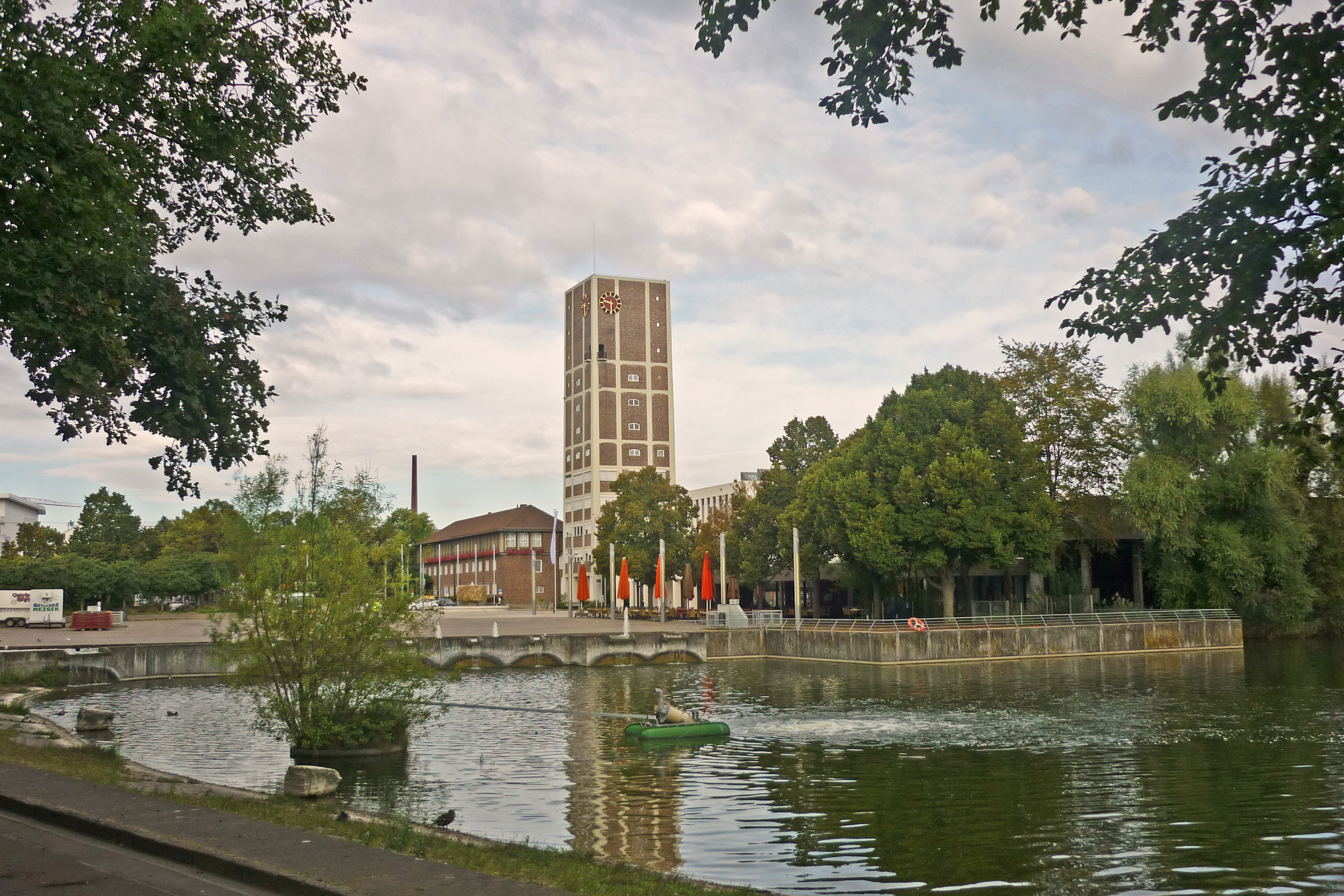
サラマンダー公園

コルンヴェストハイムの中心部、文化・会議センター「ダス・K」およびマルクト広場の裏にサラマンダー市立公園がある。これはサラマンダー AG の寄付により、1958年に完成した広さ 9.5 ヘクタールの公園である。人工の池があるこの公園は、時代や街の規模からするとやや特殊で、現在も中心的な憩いの場となっている。ここでは6月の第1週末にコルンヴェストハイム最大の祭である「コルンヴェストハイムの日」が開催される。サラマンダー市立公園とかつての村の中心部との間に、1938年に造られた市立庭園がある。市の東端には、火床やグリル場、アウトドアのための広場を備えたレジャーパークがある。この公園内にはアスレチックコースや遊戯広場もある。
特殊なのは、1903年に造られた新コルンヴェストハイム墓地である。ここは人間と動物（ペット）を（空間的には別々だとしても）一緒に埋葬できるドイツ唯一の墓地である。1628年に造られた旧墓地には現在石碑コレクションが設けられている。

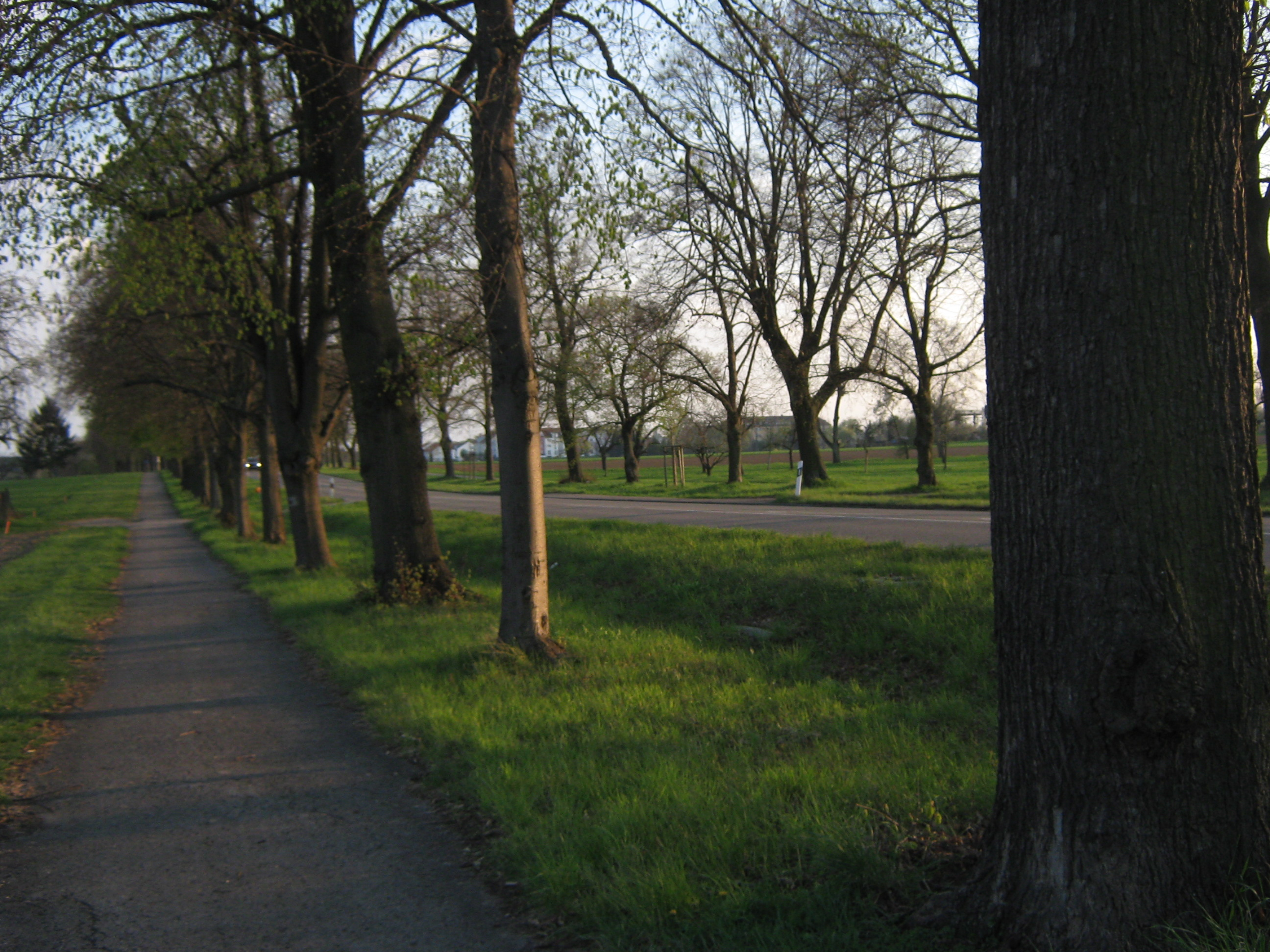
セイヨウボダイジュの並木道

### 自然保護区
コルンヴェストハイムには数多くの登録されたビオトープの他、3本の単独の自然文化財がある。2本のムラサキブナと、ルター記念年の1883年（生誕400周年）に植えられたいわゆる「ルターのオーク」である。さらにコルンヴェストハイムとルートヴィヒスブルクとを結ぶ州道 L1143号線沿いに約 1 km 続くセイヨウボダイジュの並木道も自然文化財である。これまで他の種類の保護地区に指定されている場所はない。

### クラブ
シュヴェービッシャー・アルプフェライン（シュヴァーベン・アルプス協会）のコルンヴェストハイム地区グループは2000年にアイヒェンドル＝メダルを獲得した。

### スポーツ
SV サラマンダー・コルンヴェストハイム (SVK) は、2006年6月に、それまでの KV コルンヴェストハイム（1894年設立）、FV サラマンダー・コルンヴェストハイム（1902年設立）と ESG コルンヴェストハイム（1928年設立）とが合併して成立した。2番目に大きなクラブはスキーツンフト・コルンヴェストハイム（1937年設立）で、スキー、トライアスロン、バスケットボール、BMX、スポーツ全般といった部門がある。
レジャーパークの東で航空グループ・コルンヴェストハイム e.V. が航空スポーツを楽しんでいる。14歳からグライダーのパイロットを養成している。ウルトラライトプレーン、モーターグライダー、原動機付き飛行機部門が、クラブ所有の飛行機で活動している。
コルンヴェストハイムには数多くのスポーツ競技場がある。たとえば、シュポルトハレ・オスト（直訳: 東体育館）、レヒベルクハレ、パットンヴィレのスタジアムと2つの体育館を持つハンスペーター＝シュトゥルム＝シュターディオンハレなどである。

### 子供スポーツ学校 (KiSS)
1991年2月1日にコルンヴェストハイム市とコルンヴェストハイムのクラブによる子供スポーツ学校 (Kiss) が設立された。この学校は市によって運営されている。その目的は、子供たちに早くから、科学的知見に基づく持続可能な運動教育を提供することにある。少女も少年も、肉体的に訓練され、様々なスポーツ種目の基本を知るべきであるとされている。この学校は、可能な限りバリアフリーでスポーツに参加できるようにしている。それには低く抑えられた会費や、家の前でもできる種目といった配慮も含まれる。コルンヴェストハイムのすべてのスポーツ施設が子供スポーツ学校のプログラムに用いられる。

## 人物

### ゆかりの人物
- ジョージ・パットン（1885年 - 1945年）アメリカ軍司令官、第二次世界大戦後にイースタンパート住宅地、現在のパットンヴィレを建設した。

## 訳注
1. ↑  中級中心 (ドイツ語: Mittelzentrum) とは、地域計画上あるいは経済政策上の都市カテゴリである。中級中心都市には病院、文化施設、商店街またはショッピングセンターが存在する。

## 関連図書
- Erich Keyser, ed (1961). Württembergisches Städtebuch; Band IV, Teilband Baden-Württemberg Band 2. Deutsches Städtebuch. Handbuch städtischer Geschichte. Stuttgart
- Willi A. Boelcke (1972). Stadt Kornwestheim. ed. Kornwestheim: vom Alemannendorf zur Industriestadt. Kornwestheim

これらの文献は、翻訳元であるドイツ語版の参考文献として挙げられていたものであり、日本語版作成に際し直接参照してはおりません。